# Dociostaurus
Dociostaurus Fieber, 1853 è un genere di insetti ortotteri appartenente alla famiglia Acrididae.

## Tassonomia
Il genere comprende le seguenti specie:
- Sottogenere Dociostaurus Fieber, 1853
  - Dociostaurus apicalis (Walker, 1871)
  - Dociostaurus australis (Bolívar, 1889)
  - Dociostaurus brachypterus Demirsoy, 1979
  - Dociostaurus cephalotes Uvarov, 1923
  - Dociostaurus curvicercus Uvarov, 1942
  - Dociostaurus diamesus Bey-Bienko, 1948
  - Dociostaurus hammadae Ingrisch, 1983
  - Dociostaurus hispanicus Bolívar, 1898
  - Dociostaurus histrio (Fischer von Waldheim, 1846)
  - Dociostaurus kervillei Bolívar, 1911
  - Dociostaurus maroccanus (Thunberg, 1815)
  - Dociostaurus minutus La Greca, 1962
  - Dociostaurus pecularis Moeed, 1971
  - Dociostaurus plotnikovi Uvarov, 1921
  - Dociostaurus salmani Demirsoy, 1979
  - Dociostaurus turbatus (Walker, 1871)

- Sottogenere Kazakia Bey-Bienko, 1933
  - Dociostaurus brevicollis (Eversmann, 1848)
  - Dociostaurus genei (Ocskay, 1832)
  - Dociostaurus icconium Sirin & Mol, 2013
  - Dociostaurus jagoi Soltani, 1978
  - Dociostaurus tarbinskyi (Bey-Bienko, 1933)
  - Dociostaurus tartarus Stshelkanovtzev, 1921

- Sottogenere Stauronotulus Tarbinsky, 1940
  - Dociostaurus brachypterus Liu, 1981 [nome temporaneo]
  - Dociostaurus cappadocicus (Azam, 1913)
  - Dociostaurus crassiusculus (Pantel, 1886)
  - Dociostaurus dantini Bolívar, 1914
  - Dociostaurus hauensteini (Bolívar, 1893)
  - Dociostaurus kraussi (Ingenitskii, 1897)
  - Dociostaurus kurdus Uvarov, 1921

- Sottogenere incertae sedis
  - Dociostaurus biskrensis Moussi & Petit, 2014